# Cafestol
Cafestol er et diterpen molekyle, med molekyleformlem C20H28O3 og molekylemassen 316.439 g/mol, der findes i kaffe. Af en typisk bønne caffea arabica udgør stoffet 0,6 % af vægten, men er til stede i høje mængder i ufiltreret kaffe såsom græsk kaffe.
Undersøgelser viser, at regelmæssig indtagelse af kogt kaffe øger kolesteroltallet med 8 % hos mænd og 10 % hos kvinder, mens filterkaffe kun havde en effekt af betydning hos kvinder.
Cafestol har også vist sig at modvirke kræft hos rotter.
Ifølge en undersøgelse fra 2007 foretaget af dr. David Moores laboratorium ved Baylor College of Medicine fungerer cafestol muligvis som en agonist for nuklearreceptorerne Farnesoid X receptor og Pregnane X receptor, hvilket resulterer i blokeringen af kolesterolhomøostase., 